# Bibliothèque Méjanes
Die Bibliothèque Méjanes ist die städtische öffentliche Bibliothek von Aix-en-Provence in Frankreich. Sie wurde am 16. November 1810 als Teil des Hôtel de Ville (Rathaus) von Aix-en-Provence eingeweiht und zog 1989 in eine ehemalige Streichholzfabrik um. Seit 1993 ist die Bibliothek das Zentrum der „Cité du Livre“, in der sich die umfangreiche Bibliothek, ein Vorführraum für unabhängige Filme und zahlreiche Räume und Arbeitsbereiche für Veranstaltungen befinden. Sie beherbergt auch die „Fondation Saint-John Perse“ und die „Association des amis de Jules Isaac“. Die Bibliothek befindet sich im Stadtzentrum von Aix-en-Provence in der Rue des Allumettes 8–10.
Zum Archiv der Bibliothek gehören mittelalterliche Werke aus dem 12. bis 15. Jahrhundert, Archive lokaler Zeitungen aus dem 19. und 20. Jahrhundert sowie etwa 5.500 Plakate, die zwischen dem 17. und 20. Jahrhundert erstellt wurden.

## Geschichte

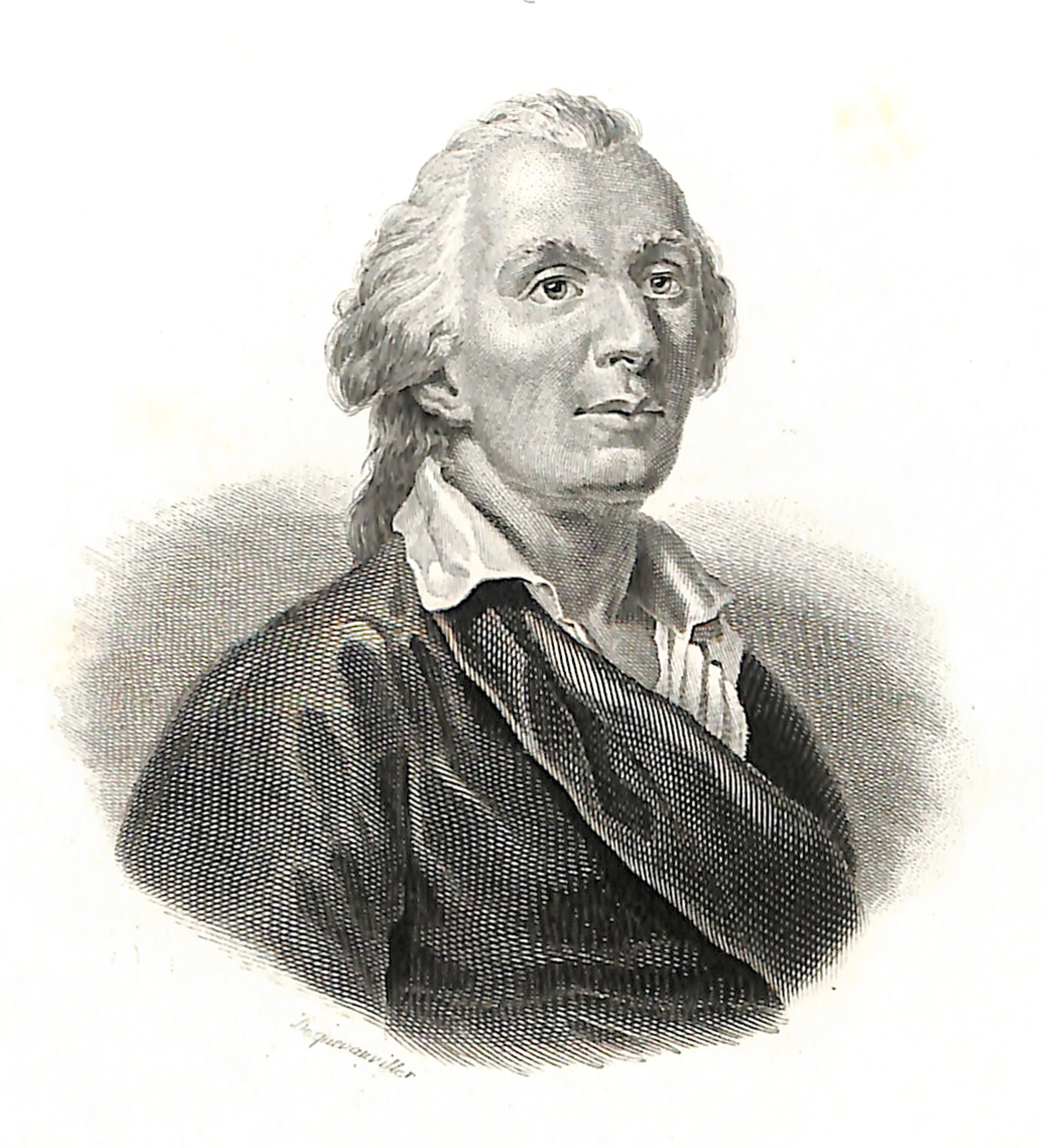
Porträt von Jean-Baptiste Marie de Piquet marquis de Méjanes (1820).

Die Bibliothèque Méjanes hat ihren Ursprung in den umfangreichen Sammlungen von Jean-Baptiste Marie de Piquet, Markgraf von Méjanes (1729–1786), einem Bücherfreund, der zu Lebzeiten mehrere Ämter in der Verwaltung von Aix-en-Provence bekleidete. Bei seinem Tod im Jahr 1786 übertrug er testamentarisch seine fast 80.000 Bände umfassende Bibliothek den Provinzialständen der Provence (französisch États de Provence) mit der Auflage, „in der Stadt Aix-en-Provence eine offene Bibliothek zum Nutzen der Allgemeinheit zu unterhalten, für die diese Bücher bestimmt sein werden“, und mit der Bestimmung, dass die Bücher nicht ausgeliehen werden dürfen.
Die provenzalische Generalversammlung akzeptierte rasch die in seinem Testament formulierten Bedingungen für das Vermächtnis seiner Sammlungen und beauftragte den Architekten J. A. Raymond mit der Suche nach einem geeigneten Standort für die neue Bibliothek. In der Zwischenzeit wurden die Bücher in das Hôtel de Ville (Rathaus) von Aix-en-Provence gebracht. Die Verwalter setzten den Willen des verstorbenen Markgrafen in die Tat um, indem sie seine Sammlungen identifizierten und zusammenführten, die bis dahin über seine zahlreichen Besitztümer verstreut waren. Diese Sammlungen wurden vorübergehend im Rathaus von Aix-en-Provence untergebracht, während Raymond nach einem dauerhaften Gebäude suchte.
Während der Französischen Revolution (1789–1799) wurden die Bibliotheken in Frankreich zu revolutionären Lagerräumen. Die wachsende Bibliothek des ehemaligen Marquis von Méjanes blieb jedoch im Rathaus von Aix-en-Provence geschützt.
Die Bibliothek wurde 1810 für die Öffentlichkeit zugänglich gemacht. Sie befand sich in drei großen Räumen im zweiten Stock des Rathauses. Die Sammlungen erweiterten sich im 19. Jahrhundert durch das Engagement des Staates für den Erhalt und die Erweiterung der Kultur, aber auch durch großzügige Spenden von Privatpersonen, wie die von Dr. Baumier, Auguste Pecoul und kleinere Schenkungen.
In der Zwischenkriegszeit kam Pol Neveux, der französische Generalinspektor für Bibliotheken, jedes Jahr in die Bibliothek, um bei der Instandhaltung zu helfen und zumindest dafür zu sorgen, dass die zerbrochenen Fenster ersetzt wurden. Die Bibliothèque Méjanes blieb bis 1989 im Rathaus untergebracht. Danach zog sie in eine geschlossene Streichholzfabrik um, die vier Jahre später in Cité du Livre umbenannt wurde. Seitdem hat sich die Bibliothek darauf konzentriert, ihre Ressourcen und ihren Standort zum Nutzen der Öffentlichkeit auszubauen.

## Bibliothekare
Die Bibliothek wurde durch ein Vermächtnis aus dem Nachlass von Jean-Baptiste Marie de Piquet, Markgraf von Méjanes, gegründet, und ihr erster Bibliothekar war Jean-Joseph Rive. Seither waren die Bibliothekare der Bibliothèque Méjanes folgende Personen:
- Jean-Joseph Rive (1730–1791), ernannt am 26. Dezember 1786.
- Jacques Gibelin (1744–1828), ernannt am 3. November 1792, er schützte die Bibliothek während der Französischen Revolution.
- Jean Diouloufet (1771–1840), ernannt am 4. Februar 1828.
- Der Archäologe Étienne Rouard (1792–1873), ernannt am 23. September 1830.
- Der Poet Jean-Baptiste Gaut (1819–1891), ernannt im September 1870.
- Louis Mouan, ernannt am 1. Januar 1872, er wurde auf Lebenszeit zum Sekretär der „Académie des sciences, agriculture, arts et belles-lettres d'Aix“ gewählt.
- Jean-Baptiste Gaut, erneut ernannt am 1. Mai 1878.
- Barthélemy Pust (* 1842), ernannt am 14. Juli 1891.
- Der Poet François Vidal (1832–1911), ernannt am 18. August 1896.
- Édouard Aude (1868–1941), ernannt am 1. März 1897.[3]
- Bruno Durand (1890–1975), ernannt am 1. Februar 1936.
- Annick de Kerversau (1904–1994), ernannt am 13. November 1958, erhielt den Chevalier de l’Ordre national du mérite am 24. Juni 1964.
- Suzanne Estève, ernannt im Jahr 1973.
- Xavier Lavagne d'Ortigue, ernannt am 1. Oktober 1982.
- Danièle Oppetit, ernannt am 1. Mai 1991.
- Gilles Eboli, ernannt am 1. September 1998.
- Corinne Prévost, ernannt am 1. Januar 2009.
- Rémy Borel, Bibliothekar seit 2013.

## Verbund
Die Bibliothek, die eine Fläche von etwa 96.000 m² hat, ist der zentrale Punkt eines öffentlichen Lesenetzes, das drei Nebenstellen umfasst. Seit 1995 betreibt die Bibliothek auch einen „Bibliobus“, der weit vom Stadtzentrum entfernte Stadtteile bedient, um Bücher, Zeitungen und Videos für diejenigen zugänglich zu machen, die keinen bequemen Zugang zur Bibliothek haben.
Die Bibliothek ist für Menschen mit eingeschränkter Mobilität oder Sehbehinderung vollständig zugänglich, was durch die Ausstattung mit Lese- und Internetgeräten erreicht wird. Dazu gehören ein Fernvergrößerungsgerät, ein Lesegerät, ein Computer und angepasste Software.